# Ізраїльтяни
Див. тж. Євреї
Ізраїльтяни (івр. בני ישראל бней їсраель) були семітомовним народом стародавнього Близького Сходу, які мешкали у землі Ханаан під час племінного і монархічного періодів Давні ізраїльтяни вважаються нащадками місцевого ханаанського населення, яке віддавна жило у Південному Леванті, Сирії, давньому Ізраїлі та Зайорданні.
Також даний термін має відношення до сучасних громадян держави Ізраїль.